# هامورماهیان
هامورماهیان (Serranidae) نام خانواده‌ای از ماهی‌ها است.
این خانواده دارای ۶۴ سرده و ۴۵۰ گونه است.
گونه‌های زیر از این ماهیان در خلیج فارس و دریای عمان زیست می‌کنند:
- هامور سیاه (Aethaloperca rogaa)
- سَمَن آجری (Cephalopholis hemistiktos)
- هامور خال‌نارنجی (Epinephelus bleekeri)
- سومان (هامور خالدار قهوه‌ای) (Epinephelus chlorostigma)
- هامور معمولی (Epinephelus coioides)
- هامور پنج‌نواری (Epinephelus diacanthus)
- هامور خط‌شکسته (Epinephelus epistictus)
- هامور خاکی (Epinephelus latifasciatus)
- هامور مالاباری (Epinephelus malabaricus)
- هامور لکه‌زیتونی خالدار (Epinephelus stoliczkae)